# Central térmica de Es Murterar
La central térmica de Es Murterar o central de Alcudia es una central térmica española situada en el municipio de Alcudia, en las Islas Baleares. Consta de cuatro grupos de vapor que queman hulla, y de dos grupos de turbina de gas que utilizan gasóleo como combustible.

## Historia
La Central Térmica de Alcudia se construyó en los años 50 del siglo XX en la zona conocida como Alcanada. Estuvo en funcionamiento hasta comienzos de los años 80, cuando fue sustituida por la nueva central de Es Murterar, también conocida como Alcudia II. El primer grupo de carbón, de 125 MW de potencia, entró en funcionamiento en 1980. El segundo grupo, también de 125 MW de potencia, se conectó a la red en 1981.
En 1997 se pusieron en operación dos nuevos grupos de carbón, de 130 MW de potencia. Los dos grupos de turbina de gas de la central, con fuel como combustible, entraron en producción en 1989. Tienen una potencia de 37,5 MW cada uno.
En diciembre de 2019 se cerraron los grupos 1 y 2 de carbón y está previsto cerrar el resto antes de 2026, cuando entre en funcionamiento el segundo enlace con la península. Mientras tanto funcionarán con limitación de 1500 horas anuales hasta agosto de 2021, y 500 horas anuales a partir de entonces.
La central ha obtenido de AENOR el certificado de gestión medioambiental ISO 14001, que acredita que sus actividades se realizan mediante un Sistema de Gestión Ambiental efectivo.